# Dohrniphora dispar
Dohrniphora dispar är en tvåvingeart som beskrevs av Günther Enderlein 1912. Dohrniphora dispar ingår i släktet Dohrniphora och familjen puckelflugor. Inga underarter finns listade i Catalogue of Life.